# María Teresa Fuster Amades
María Teresa Fuster Amades (Tarragona, 28 d'octubre de 1974), coneguda com a Bito Fuster o Teresa Fuster, és una exgimnasta rítmica catalana que va ser campiona del món en modalitat de conjunts (Atenes 1991) i bicampiona d'Europa (Stuttgart 1992). És, juntament amb Lorea Elso, Marta Baldó i Estela Giménez, la gimnasta rítmica espanyola amb més medalles en Mundials, amb un total de 8. També va ser jugadora de la selecció espanyola femenina de rugbi.
Actualment és responsable d'Esports del Comitè Organitzador dels Jocs del Mediterrani de Tarragona 2018.

## Biografia esportiva

### Inicis
Procedent d'una família amb 5 germans, es va iniciar en la gimnàstica rítmica en el Club Gimnàstic de Tarragona, després de provar sort en disciplines com l'atletisme o el tennis. Amb 13 anys, en 1988, va ser convocada per Emilia Boneva per formar part de la selecció de gimnàstica rítmica d'Espanya absoluta en la modalitat de conjunts, en la qual estaria fins a 1992.

### Etapa en la selecció espanyola

#### 1988 - 1989: arribada a l'equip i Mundial de Sarajevo
Durant el temps que va ser component del conjunt entrenaria unes 8 hores diàries en el Gimnàs Moscardó de Madrid a les ordres de la pròpia Emilia Boneva i d'Ana Roncero, que des de 1982 eren seleccionadora nacional i entrenadora de conjunts respectivament, i conviuria amb totes les integrants de l'equip en una casa en La Moraleja. Al costat de la resta del conjunt espanyol va aconseguir diferents assoliments, entre ells, l'or en els Mundials d'Atenes i dos ors en Campionats d'Europa, a més de tres medalles de plata i quatre de bronze en diferents Mundials, entre d'altres consecucions.
En 1989 aconsegueix 3 medalles de bronze en el Campionat del Món de Sarajevo, en pujar al podi tant en el concurs general com en les finals de 12 maces i de 3 cèrcols i 3 cintes. Les aconseguiria al costat de Beatriz Barral, Lorea Elso, Arancha Marty, Mari Carmen Moreno i Vanesa Muñiz, sent suplents Marta Aberturas i Nuria Arias.

#### 1990: Europeu de Goteborg
En 1990 té lloc el Campionat d'Europa de Goteborg, en el qual aconsegueix la medalla de bronze tant en el concurs general com en 3 pilotes i 3 cordes, i la de plata en 12 maces. En la Final de la Copa del Món, disputada aquest any a Brussel·les, aconsegueix 3 medalles de bronze, una per cada final. Serien aconseguides al costat de Beatriz Barral, Lorea Elso, Montserrat Martín, Arancha Marty i Vanesa Muñiz, sent suplents Marta Aberturas, Cristina Chapuli i Gemma Royo. Débora Alonso també formava part de l'equip, però no va ser convocada a les competicions fins a 1991.

#### 1991: títol mundial a Atenes
En 1991, els dos exercicis del conjunt van ser el de 6 cintes i el de 3 pilotes i 3 cordes. El primer tenia com a música «Tango Jalousie», composta per Jacob Gade, mentre que el de pilotes i cordes, usava el tema «Campanes», de Víctor Bombi. El coreògraf de l'exercici de 6 cintes va ser Javier Castillo «Poty», llavors ballarí del Ballet Nacional, encara que els coreògrafs habituals de l'equip eren els búlgars Georgi Neykov i Jorge Christoff.

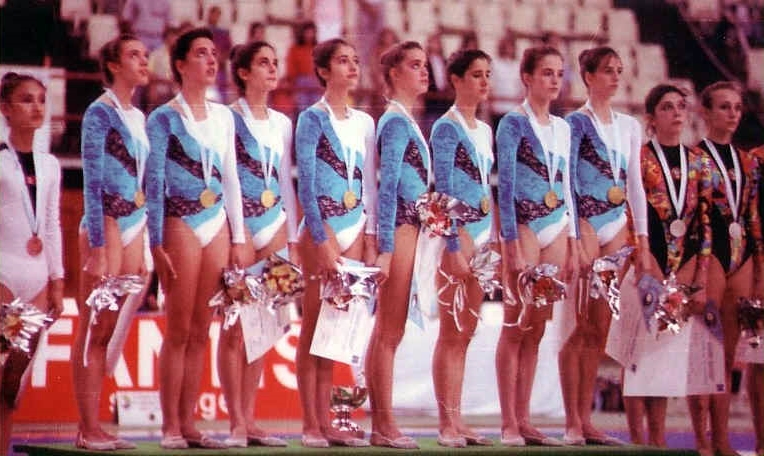
Bito (segona a la dreta) al costat del conjunt amb l'or en el Mundial d'Atenes (1991).

El 12 d'octubre de 1991, el conjunt espanyol va aconseguir la medalla d'or en el concurs general del Campionat del Món de Gimnàstica Rítmica d'Atenes. Aquest triomf va ser qualificat pels mitjans com a històric, ja que va ser la primera vegada que Espanya es va proclamar campiona del món de gimnàstica rítmica. En la primera jornada del concurs general havien aconseguit una puntuació de 19,500 en l'exercici de 3 pilotes i 3 cordes, mentre que en la següent, amb el muntatge de 6 cintes, van obtenir una nota de 19,350 (9,90 en composició i 9,45 en execució). Amb una qualificació total de 38,850, l'equip espanyol va aconseguir finalment superar en el concurs general a la URSS per 50 mil·lèsimes, mentre que Corea del Nord va ser bronze. L'endemà, serien a més medalla de plata en les dos finals per aparells, la de 6 cintes, i la de 3 pilotes i 3 cordes. Aquestes medalles van ser aconseguides per Teresa al costat de Débora Alonso, Lorea Elso, Isabel Gómez, Montserrat Martín i Gemma Royo, a més de Marta Aberturas i Cristina Chapuli com a suplents. Després d'aquesta consecució, a finals de 1991 realitzarien una gira per Suïssa.

#### 1992: títols europeus a Stuttgart i Mundial de Brussel·les

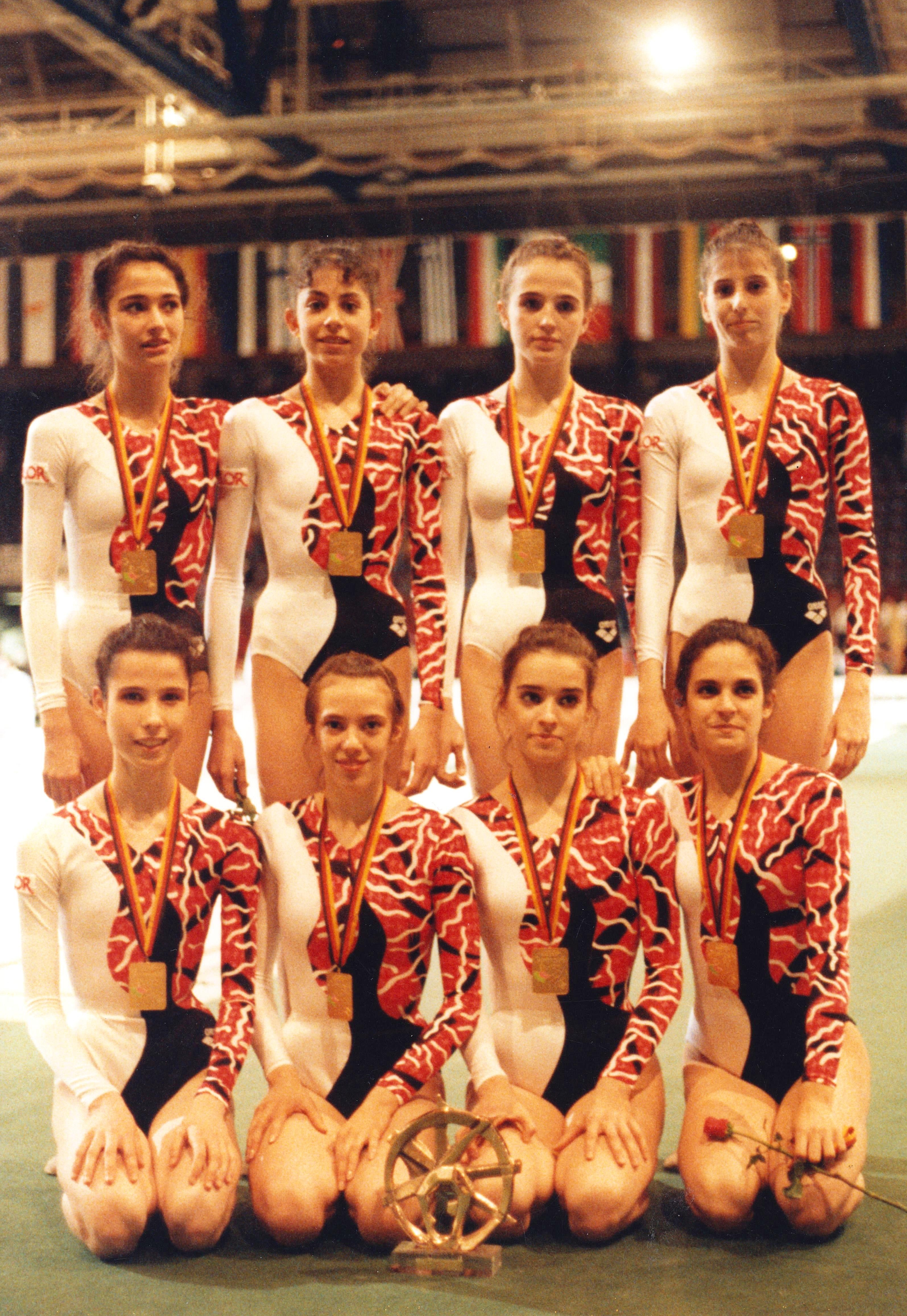
Bito (segona a la dreta) després de proclamar-se campiona d'Europa a Stuttgart (1992).

Al juny de 1992, ja amb nous exercicis, participa en el Campionat Europeu de Stuttgart, on el conjunt obté la medalla d'or en el concurs general (compartida amb Rússia), a més d'aconseguir un altre or en la final de 3 pilotes i 3 cordes i el bronze en 6 cintes. El conjunt estava integrat per Teresa, Débora Alonso, Lorea Elso, Isabel Gómez, Montserrat Martín i Gemma Royo, a més d'Alicia Martín i Cristina Martínez com a suplents. No competiria en els Jocs Olímpics de Barcelona a causa que els conjunts no eren una modalitat olímpica llavors, encara que si participaria al costat de la resta de les seves companyes en la cerimònia d'obertura encapçalant la desfilada dels estats participants.
Una lesió en un ull en l'Alfred Vogel Cup, causada en donar-se una fuetada amb una corda, la va portar a la suplència en el Campionat Mundial de Brussel·les, que va tenir lloc al novembre de 1992. La seva lesió i la d'Isabel Gómez, van fer que el conjunt fora reconfigurat per a aquest Mundial, quedant ambdues com a suplents i sent substituïdes en la titularitat de tots dos exercicis per Alicia Martín, Cristina Martínez i Bárbara Plaza, que s'afegirien a Débora Alonso, Lorea Elso, Montserrat Martín i Gemma Royo. En aquesta competició el conjunt obtindria la medalla de plata en el concurs general, quedant-se a sols una desena de poder revalidar el títol mundial que havien aconseguit l'any anterior. A més, van aconseguir el bronze en 6 cintes i el vuitè lloc en 3 pilotes i 3 cordes. Després d'aquest Mundial, Fuster es retiraria de la competició, igual que faria la resta del sextet titular que havia estat campió del món a Atenes l'any anterior.

### Retirada de la gimnàstica
Es va retirar de la gimnàstica rítmica en 1992, amb 18 anys, després del Campionat del Món de Brussel·les. Posteriorment va estudiar INEF a Barcelona. Després de tornar a practicar breument atletisme i intentar-ho amb l'aeròbic, va decidir provar sort en el rugbi. Va competir quatre anys en l'equip INEF Barcelona de rugbi, arribant a estar present amb la selecció espanyola en la Copa del Món de Rugbi Femení de 1998 en Ámsterdam, aconseguint el setè lloc. Després va realitzar un màster en direcció d'empreses.
Actualment és professora de Gimnàstiques a la Universitat Ramon Llull de Barcelona i de Dansa i Expressió Corporal en el Grau de Ciències de l'Activitat Física i de l'Esport a la Universitat Rovira i Virgili a Amposta (Tarragona). A més, després d'haver participat en la redacció de la proposta tècnica de la candidatura, en l'actualitat és responsable d'Esports del Comitè Organitzador dels Jocs del Mediterrani de Tarragona 2018.
Està casada amb Ramón Planes, dirigent de clubs de futbol, i té 3 fills.

## Premis, reconeixements i distincions
- Medalla al Mèrit Gimnàstic, atorgada per la Real Federació Espanyola de Gimnàstica (1991)[cal citació]

## Galeria

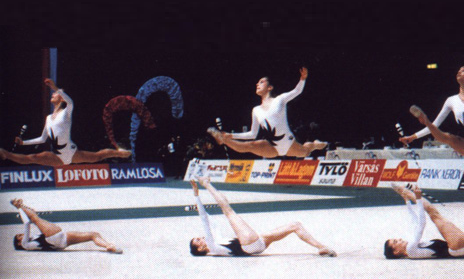
Exercici de maces del conjunt espanyol en l'Europeu de Goteborg (1990).
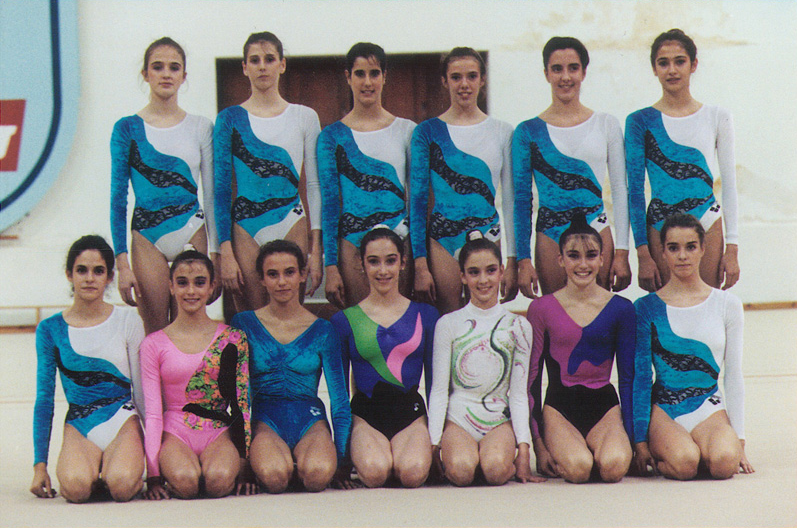
Fuster (dempeus, primera a l'esquerra) amb la selecció de gimnàstica rítmica en el Gimnàs Moscardó (1991).
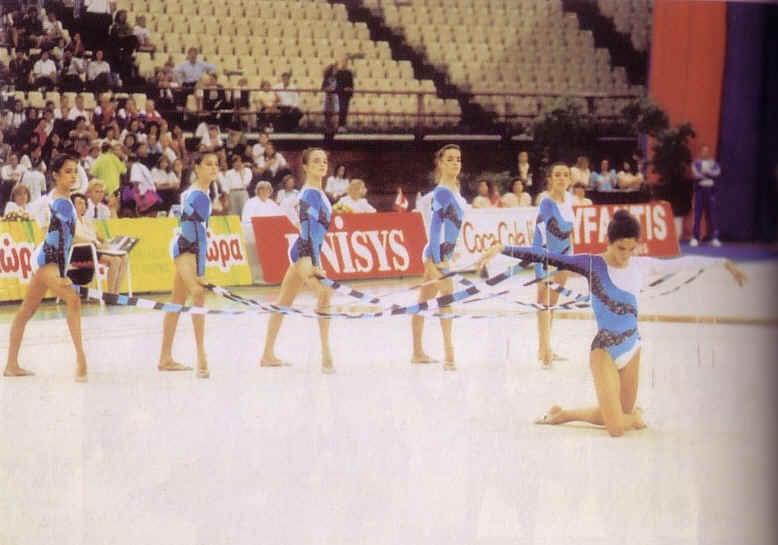
Bito (al fons, al centre) en l'inici de l'exercici de 6 cintes en el Mundial d'Atenes (1991).
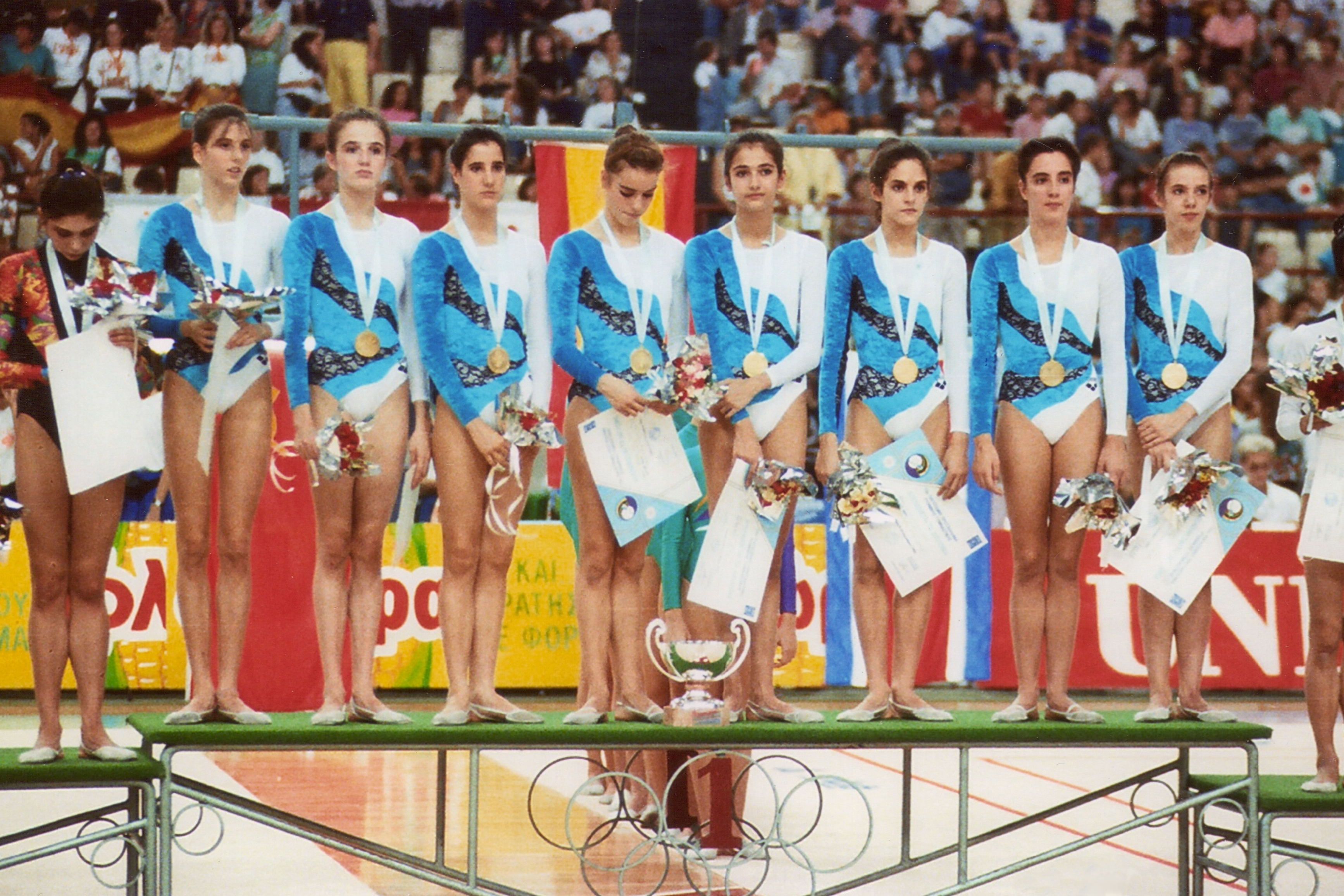
El conjunt espanyol amb l'or en el podi del concurs general del Mundial d'Atenes.
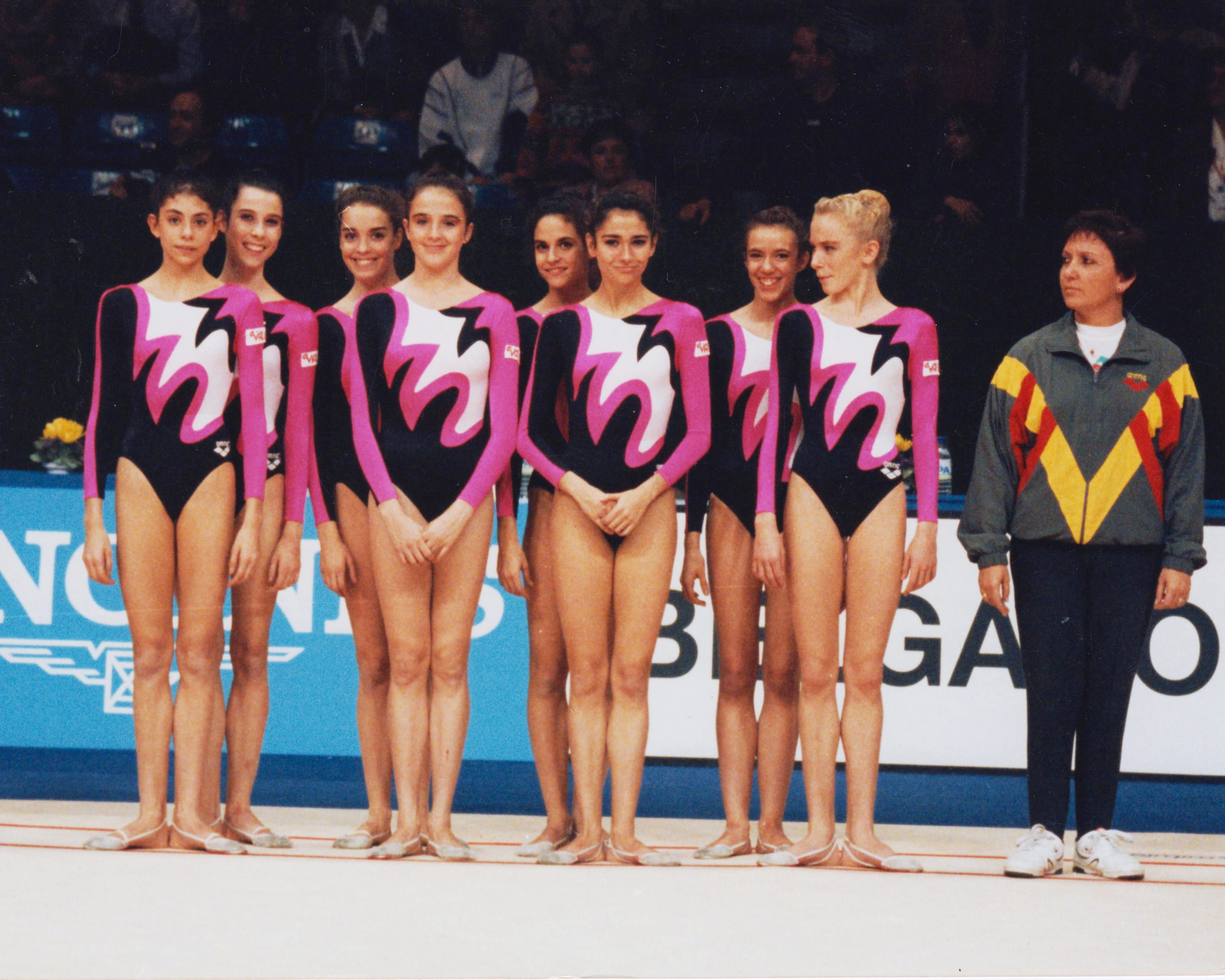
L'equip espanyol abans de pujar al podi en el Mundial de Brussel·les (1992).
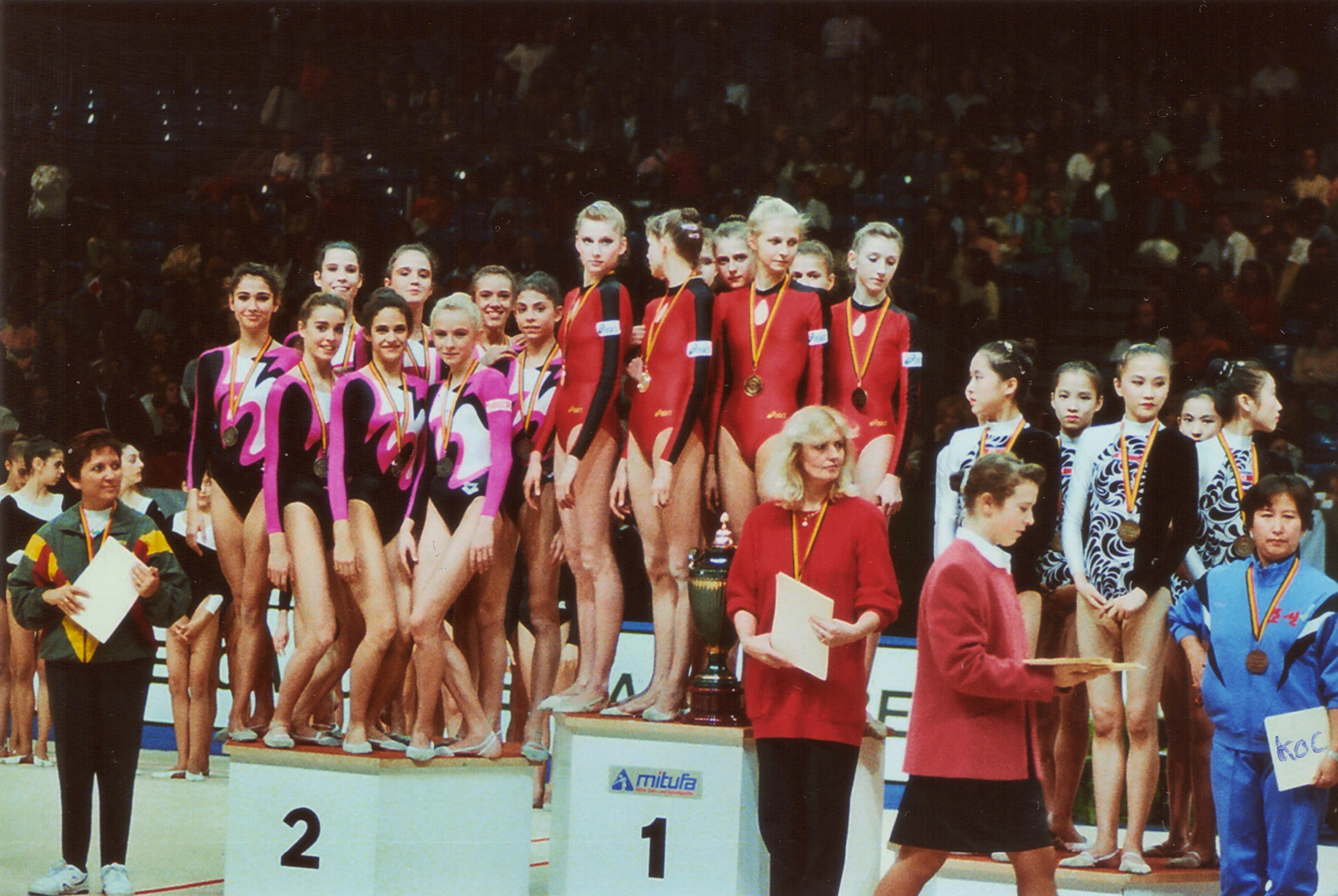
El conjunt espanyol amb la plata en el podi del concurs general en dita Mundial.